# Langues harakmbut
L'harakmbut (ou harakmbet, hate) est un groupe de langues amérindiennes d'Amérique du Sud, parlées au Pérou dans les régions de Cuzco et de Madre de Dios.

## Classification
Le harakmbut a longtemps été considéré comme un isolat. Cependant, Adelaar défend l'hypothèse d'un lien génétique avec les langues katukinanes.

## Variétés
Pour Adelaar, l'harakmbut constitue une seule langue avec des variétés internes, avec de nombreux sous-groupes le parlant : les Amarakaeri, Araisari, Huachipairi, Kisamberi, Pukieri, Sapiteri et les Toyoeri, aussi appelés Toyeri ou Tuyuneiri. Son ouvrage parle aussi des travaux de Helberg Chavez de 1990 qui font état de plusieurs dialectes appartenant à deux grands groupes, l'un formé du toyoeri et du huachipaeri et l'autre su sapiteri, de l'arasaeri et de l'amarakaeri.
Pour le SIL International, organisme chargé de l'attribution des codes ISO 639-3, il forme un sous-groupe contenant l'amarakaeri et le huachipairi.
La base de données Glottolog indique que le harakmbut est une famille composée de deux langues comportant divers dialectes :
- l'amarakaeri, comprenant le dialecte :
  - Kisambaeri
- l'huachipaeri, comprenant les dialectes :
  - Arasairi
  - Huachipaire
  - Sapiteri
  - Toyeri